# Tokuno-shima
Cet article concerne une île. Pour la langue qui s'y parle, voir Toku-no-shima.
Tokuno-shima ou Tokunoshima, (徳之島, Tokunoshima, ou Toku no shima) est une île du sud-ouest du Japon au nord d'Okinawa. Elle fait partie des îles Amami, ainsi qu'historiquement de l'archipel Ryūkyū (ayant un temps fait partie du royaume de Ryūkyū). Comme les autres îles Amami, elle fait partie de la préfecture de Kagoshima. Environ 27 000 personnes y vivent pour une superficie de 248 km2. L'île possède 80 km de côtes.
On y parle le toku-no-shima qui fait partie des langues ryūkyū.

## Histoire
Avec l'île Amami-Oshima, la partie nord de l'île d'Okinawa et l'île d'Iriomote, l'île Tokunoshima est inscrite sur la liste du patrimoine mondial de l'UNESCO le 26 juillet 2021.

## Bourgs
L'île abrite trois bourgs :
- Tokunoshima
- Isen
- Amagi

## Climat
L'île a un climat subtropical humide. La température en hiver est de 15 °C pendant la journée, le minimum est de 10 °C. En été la température peut dépasser les 35 °C. Les vents peuvent atteindre des vitesses de 40 m/s à 50 m/s.

## Relief
L'île culmine à 645 m (Inokawadake).

## Faune et flore
On peut rencontrer sur l'île le habu, un serpent mortel ; mais aussi le Pentalagus furnessi (le lapin des îles Amami ou lapin des Ryukyu). On y trouve le Tokudaia osimensis mammifère sans chromosome Y.

## Transport
Il y a de nombreux petits ports sur l'île et un aéroport.

## Rituel
Sur cette île se pratiquait le fūsō (風葬, les funérailles au vent). Les dépouilles étaient abandonnées sans cercueil dans la forêt et le vent les dispersait. Ce rituel a été interdit au début du XXe siècle.